# HMS Pretoria Castle (F61)
«Преторія-Касл» (англ. HMS Pretoria Castle (F61)) — британський ескортний авіаносець часів Другої світової війни. Другий корабель у ВМС Великої Британії з такою назвою.

## Історія створення
Авіаносець «Преторія-Касл» будувався як пасажирський лайнер для компанії «Юніон-Касл» (англ. Union-Castle Line) на верфі «Harland & Wolff». Спущений на воду 12 жовтня 1938 року, введений в експлуатацію 18 квітня 1939 року.
У жовтні 1939 року реквізований Адміралтейством і переобладнаний на допоміжний крейсер.
У липні 1942 року перебудований на ескортний авіаносець. Вступив у стрій 9 квітня 1943 року.

## Конструкція
«Преторія-Касл» був найбільшим ескортним авіаносцем у світі. Польотна палуба розмірами 170,7×23,2 м була обладнана катапультою C-II, яка могла розганяти літаки масою 6,4 т до швидкості 120 км/год. шістьма аерофінішерами та літакопідйомником розмірами 13,7×11,9 м вантажопідйомністю 6,8 т.
Авіаносець мав 25-мм бронювання погребів боєзапасу та стернового управління, а також систему протиторпедного захисту.
Зенітне озброєння складалося з двох спарених гармат Mk XVI, 8 спарених автоматів «Ерлікон» та 4 зчетверених автоматів «Пом-пом».
Штатно на авіаносці розміщувались 15 торпедоносців та 6 винищувачів. Авіаційний боєзапас — 21 торпеда, 216 глибинних бомб, 54 227-кг бомби та 144 113-кг бомби. Запас авіаційного бензину — 345 500 л.

## Історія служби
Як допоміжний крейсер «Преторія-Касл» використовувався в Південній Атлантиці.
Після перебудови в авіаносець «Преторія-Касл» у серпні 1943 року супроводжував один конвой в Ісландію. Решту часу авіаносець використовувався як навчальний для підготовки пілотів.
Після закінчення війни корабель був повернений компанії «Юніон-Касл» та знову переобладнаний в пасажирський лайнер, який отримав назву «Warwick Castle». Він використовувався на лінії Англія — Південна Африка до 1962 року, після чого був проданий на злам.